# Modern Love
《Modern Love》는 데이비드 보위가 작사, 작곡하고 녹음한 곡이다. 보위의 15번째 앨범 《Let's Dance》의 1번 트랙이기도 하다. 1983년 해당 앨범의 세 번째 싱글로 발매되었다.
보위는 리틀 리처드에게서 영감을 받았다고하며, 신과 인간 사이의 문제를 다루고 있는 앨범의 분위기를 유지하고 있다. 이 곡의 가사중 "Get me to the church on time" 부분은 《마이 페어 레이디》의 동명의 곡의 제목이기도 하다.
《Modern Love》가 싱글로서 발매 편집될때까지 데이비드 보위는 Serious Moonlight Tour 중이였다. 이 곡은 투어의 인기있는 앙코르 곡이 되었으며, 짐 유키치가 제작한 뮤직 비디오에는 1983년 7월 20일 필라델피아 공연에서 이 곡을 공연하는 보위와 그의 밴드의 장면들이 사용됐다. 7월 13일 몬트리올에서 녹음된 라이브 버전은 B 사이드에 포함됐다.
싱글 앨범은 UK 차트 2위, 빌보드 핫 100 14위에 올랐다.